# Baoshi, Kaijiang
Baoshi (kinesiska: 宝石镇, 宝石) är en köping i Kina. Den ligger i provinsen Sichuan, i den sydvästra delen av landet, omkring 380 kilometer öster om provinshuvudstaden Chengdu.
Genomsnittlig årsnederbörd är 1 679 millimeter. Den regnigaste månaden är september, med i genomsnitt 291 mm nederbörd, och den torraste är februari, med 26 mm nederbörd.